# Llista de l'art públic del districte de Sant Andreu
Llista de l'art públic del districte de Sant Andreu (Barcelona) inclòs en el catàleg raonat d'art públic editat per l'Ajuntament de Barcelona i la Universitat de Barcelona.
| Títol                                                         | Descripció                                                            | Autor/Data | Material                                                      | Localització | Codi         | Imatge |
| ------------------------------------------------------------- | --------------------------------------------------------------------- | --- | ------------------------------------------------------------- | --- | ------------ | --- |
| M1 URB I BCN                                                  |                                                                       | Artistes: Àlex Ollé i Alfons Torres, Pere Bellès Gras Arquitectes: Gabriel Mora i Carmina Sanvisens, Tomàs Morató 2010 | pintura, ceràmica, vidre i llum                               | Metro L9 i L10, estació La Sagrera 41° 25′ 16″ N, 2° 11′ 12″ E / 41.42098°N,2.18665°E                                                                                              | 08019/8435-1 | M1 URB I BCN · Carregueu una nova foto d'aquesta obra                                                                      |
| Al doctor Ferran                                              |                                                                       | Escultor: Josep Cañas, signada 1972 | bronze sobre base de granit amb mimosa                        | Pg. Maragall, 156 41° 25′ 25″ N, 2° 10′ 41″ E / 41.42366°N,2.1781°E | 08019/9001-1 | Al doctor Ferran (Josep Cañas) · Vegeu més fotos d'aquesta obra · Carregueu una nova foto d'aquesta obra                   |
| Maternitat                                                    |                                                                       | Escultor: Jacinto Bustos Vasallo, signada 1961, basament de 1998 | pedra                                                         | Pl. Congrés Eucarístic 41° 25′ 32″ N, 2° 10′ 51″ E / 41.42562°N,2.18074°E | 08019/9002-1 | Maternitat (Jacinto Bustos Vasallo) · Vegeu més fotos d'aquesta obra · Carregueu una nova foto d'aquesta obra              |
| Mossèn Clapés (desaparegut)                                   |                                                                       | Escultor: Joan Mora 1982, malmès el 1999, retirat 2001 | marbre negre i gris                                           | Pl. Mossèn Clapés, actualment en magatzem municipal | 08019/9003-1 | Es creu que no es poden fer fotos lliures d'aquesta obra                                                                   |
| A Ignasi Iglésias                                             | Dedicat a Ignasi Iglésias                                             | Escultor: Ferran Bach-Esteve 1965, trasllat 2009 | pedra                                                         | C. Segre, 24-32, davant la Biblioteca de Can Fabra 41° 26′ 04″ N, 2° 11′ 30″ E / 41.43432°N,2.19167°E                                                                              | 08019/9004-1 | A Ignasi Iglésias (Ferran Bach-Esteve) · Vegeu més fotos d'aquesta obra · Carregueu una nova foto d'aquesta obra           |
| Sense títol                                                   |                                                                       | Escultor: Ellsworth Kelly Arquitecte: Olga Tarrasó 1987 | acer inoxidable i acer corten                                 | Pl. General Moragues 41° 25′ 04″ N, 2° 11′ 28″ E / 41.4179°N,2.19109°E | 08019/9005-1 | Sense títol (Ellsworth Kelly) · Vegeu més fotos d'aquesta obra · Carregueu una nova foto d'aquesta obra                    |
| La premsa de vi                                               |                                                                       | Instal·lació d'autor desconegut peça de data indeterminada, en l'actual emplaçament des de 1991 | premsa de raïm antiga amb suport de ferro i pedestal de pedra | Placeta Xandrí 41° 26′ 17″ N, 2° 11′ 07″ E / 41.4381°N,2.18534°E | 08019/9006-1 | La premsa de vi · Vegeu més fotos d'aquesta obra · Carregueu una nova foto d'aquesta obra                                  |
| Dona que es banya, Banyista o Señora bañándose                |                                                                       | Escultor: Rafael Bartolozzi Lozano Arquitectes: Joan Roig, Enric Batlle 1993, esbossos 1982 | marbre blanc                                                  | Parc de la Trinitat 41° 26′ 55″ N, 2° 11′ 48″ E / 41.44859°N,2.19674°E | 08019/9007-1 | Dona que es banya (Rafael Bartolozzi) · Vegeu més fotos d'aquesta obra · Carregueu una nova foto d'aquesta obra            |
| Cavalls desbocats                                             |                                                                       | Escultor: Joaquim Ros i Sabaté, signada Arquitectes: Joan Roig, Enric Batlle 1993 | fosa d'alumini d'un model en poliestirè expandit              | Parc de la Trinitat 41° 26′ 56″ N, 2° 11′ 45″ E / 41.44898°N,2.19584°E | 08019/9008-1 | Cavalls desbocats (Joaquim Ros i Sabaté) · Carregueu una nova foto d'aquesta obra                                          |
| Yo, América                                                   |                                                                       | Escultor: Alberto Cavazos, signada obra de 1977, còpia en aquest emplaçament des de 1995 | planxa d'acer pintada en vermell                              | C. Potosí, 42 41° 26′ 37″ N, 2° 12′ 22″ E / 41.443489°N,2.20613837°E | 08019/9009-1 | Yo, América (Alberto Cavazos) · Carregueu una nova foto d'aquesta obra                                                     |
| Llibres                                                       |                                                                       | Escultor: Joan Mora 2002 | pedra                                                         | C. Segre 24-32, Centre Cultural Can Fabra 41° 26′ 03″ N, 2° 11′ 28″ E / 41.43417°N,2.19124°E                                                                                       | 08019/9011-1 | Llibres (Joan Mora) · Es creu que no es poden fer fotos lliures d'aquesta obra                                             |
| Bust de la Dama d'Elx                                         | Reproducció de l'original que es conserva al Museu del Prado (Madrid) | Reproducció executada per Piedra Artificial Blasco S.L. 2009, col·locació nou bust 2011 | pedra artificial                                              | Pl. dels Jardins d'Elx 41° 25′ 22″ N, 2° 11′ 17″ E / 41.42287°N,2.18792°E | 08019/9012-1 | Bust de la Dama d'Elx · Vegeu més fotos d'aquesta obra · Carregueu una nova foto d'aquesta obra                            |
| Dama d'Elx (desaparegut)                                      |                                                                       | Escultor: Ferran Bach-Esteve 1966, retirada 1983 | pedra                                                         | Pl. dels Jardins d'Elx | 08019/9301-1 | Carregueu una nova foto d'aquesta obra                                                                                     |
| El color ens afecta                                           |                                                                       | Disseny: Àlex Ollé, Adolf Flores Arquitectes:A + M arquitectes 2010 | vidre, llum                                                   | Metro L9, estacions Bon Pastor (c. Sant Adrià amb Enric Sanchís) i Onze de Setembre (c. Virgili amb rambla Onze de Setembre) 41° 25′ 47″ N, 2° 11′ 37″ E / 41.429711°N,2.1936500°E | 08019/9430-1 | El color ens afecta · Carregueu una nova foto d'aquesta obra                                                               |
| Mural de la Pomera                                            |                                                                       | Disseny: Antoni Gabarre González, signada 1986 | arquitectura                                                  | Pl. Rubén Darío 41° 26′ 02″ N, 2° 11′ 19″ E / 41.43397°N,2.18866°E | 08019/9602-1 | Mural de la Pomera (Antoni Gabarre González) · Vegeu més fotos d'aquesta obra · Carregueu una nova foto d'aquesta obra     |
| Mural de la Memòria de Baró de Viver                          |                                                                       | Projecte: CR POLIS, dirigit per Antoni Remesar 2011 | fotografies sobre DIBON                                       | Pg. de Santa Coloma, 98-110 41° 26′ 54″ N, 2° 11′ 58″ E / 41.44845°N,2.19931°E | 08019/9606-1 | Mural de la Memòria de Baró de Viver · Carregueu una nova foto d'aquesta obra                                              |
| Font de Can Gaig                                              |                                                                       | Arquitecte: Antoni Rovira i Trias (atrib.) 1853, reconstruïda 1865, restaurada 1983, desmuntada 2004 i reconstruïda el 2021 | pedra                                                         | C. Garcilaso 41° 25′ 21″ N, 2° 11′ 29″ E / 41.422627°N,2.191448°E | 08019/9801-1 | Font de Can Gaig · Modifica el valor a Wikidata · Carregueu una nova foto d'aquesta obra                                   |
| Font de la plaça d'Islàndia                                   |                                                                       | Andreu Arriola, Carme Fiol 1995 | acer corten i aigua                                           | Pl. d'Islàndia 41° 25′ 02″ N, 2° 11′ 19″ E / 41.41713°N,2.18866°E | 08019/9803-1 | Font de la plaça d'Islàndia · Vegeu més fotos d'aquesta obra · Carregueu una nova foto d'aquesta obra                      |
| Font de l'Assemblea de Catalunya                              |                                                                       | Disseny: Olga Tarrasó 1996 | acer corten i aigua                                           | Pl. de l'Assemblea de Catalunya 41° 25′ 30″ N, 2° 11′ 18″ E / 41.42491°N,2.1882°E                                                                                                  | 08019/9810-1 | Font de l'Assemblea de Catalunya · Vegeu més fotos d'aquesta obra · Carregueu una nova foto d'aquesta obra                 |
| Font cibernètica de Can Fabra                                 |                                                                       | Disseny: Ramón Llopart 1995 | aigua                                                         | Jardins de Can Fabra 41° 26′ 03″ N, 2° 11′ 30″ E / 41.43416°N,2.19171°E | 08019/9811-1 | Font cibernètica de Can Fabra · Vegeu més fotos d'aquesta obra · Carregueu una nova foto d'aquesta obra                    |
| Museu Macosa MTM                                              |                                                                       | Instal·lació: Juan Fernando de Mendoza (L35 Arquitectes) peça de data indeterminada, en l'actual emplaçament des de 2000 | fragment de màquina de vapor i aigua                          | Parc de la Maquinista de Sant Andreu 41° 26′ 12″ N, 2° 11′ 45″ E / 41.4367861645°N,2.1958011°E                                                                                     | 08019/9910-1 | Museu Macosa MTM · Vegeu més fotos d'aquesta obra · Carregueu una nova foto d'aquesta obra                                 |
| Homenatge a Joan Miró                                         | Dedicat a Joan Miró                                                   | Disseny: Alumnes de les escoles de Sant Andreu 1994 | ceràmica                                                      | Pl. Rubén Darío 41° 26′ 02″ N, 2° 11′ 21″ E / 41.43398°N,2.18927°E | 08019/9913-1 | Homenatge a Joan Miró · Carregueu una nova foto d'aquesta obra                                                             |
| Els murals del Bon Pastor                                     |                                                                       | Coordinador: Bernardo Gago, amb la col·laboració d'Agustina Segarra, Roberto Navalón, José María Martínez, José Pérez, Jorge Garrochena, Sara Martínez, Mónica Ramírez, Ester Miguel, Ino Cabezuelo, signats individualment 1999 | pintura                                                       | Pl. Félix Rodríguez de la Fuente 41° 26′ 07″ N, 2° 12′ 14″ E / 41.43517°N,2.20401°E                                                                                                | 08019/9914-1 | Els murals del Bon Pastor · Modifica el valor a Wikidata · Carregueu una nova foto d'aquesta obra                          |
| L'obelisc del Bon Pastor, Monòlit de la plaça de la Concòrdia |                                                                       | Disseny: Alfredo Fraile, amb la col·laboració d'Antonio Moreno, sobre una font d'Oriol Bohigas, Josep Martorell, David Mackay (MBM arquitectes) 1992, sobre una font de 1964                                                     | arquitectura                                                  | C. Llinars del Vallès amb c. Arbeca 41° 26′ 10″ N, 2° 12′ 29″ E / 41.43603°N,2.20807°E                                                                                             | 08019/9915-1 | L'obelisc del Bon Pastor (Alfredo Fraile) · Modifica el valor a Wikidata · Carregueu una nova foto d'aquesta obra          |
| Mosaics del carrer Gran de Sant Andreu                        |                                                                       | Disseny i execució: Antoni Gabarre González, signada c. 1995 | ceràmica                                                      | C. Gran de Sant Andreu entre pg. Fabra i Puig i c. Malats 41° 25′ 56″ N, 2° 11′ 22″ E / 41.43227°N,2.18942°E                                                                       | 08019/9916-1 | Mosaics del carrer Gran de Sant Andreu · Vegeu més fotos d'aquesta obra · Carregueu una nova foto d'aquesta obra           |
| Al 50è aniversari del Club de Futbol Sant Andreu              |                                                                       | Escultor: Dino, signada 1970 | formigó                                                       | C. Pare Manyanet 41° 25′ 41″ N, 2° 11′ 34″ E / 41.42814°N,2.19264°E | 08019/9917-1 | Al 50è aniversari del Club de Futbol Sant Andreu · Vegeu més fotos d'aquesta obra · Carregueu una nova foto d'aquesta obra |
| Creu de terme de Sant Andreu                                  |                                                                       | Autor desconegut 1565, substituint una anterior, retirada 1835, restaurada 1994, còpia 1997, en aquest emplaçament des de 2009                                                                                                   | pedra artificial                                              | Av. Meridiana, 694, Trinitat Vella 41° 26′ 57″ N, 2° 11′ 21″ E / 41.44925°N,2.18907°E                                                                                              | 08019/9945-1 | Creu de terme de Sant Andreu · Carregueu una nova foto d'aquesta obra                                                      |